# George Ault
George Copeland Ault (Cleveland, 11 ottobre 1891 – Woodstock, 30 dicembre 1948) è stato un pittore statunitense.
Viene annoverato tra i membri della corrente artistica del precisionismo ed è stato influenzato anche dal cubismo e dal surrealismo.

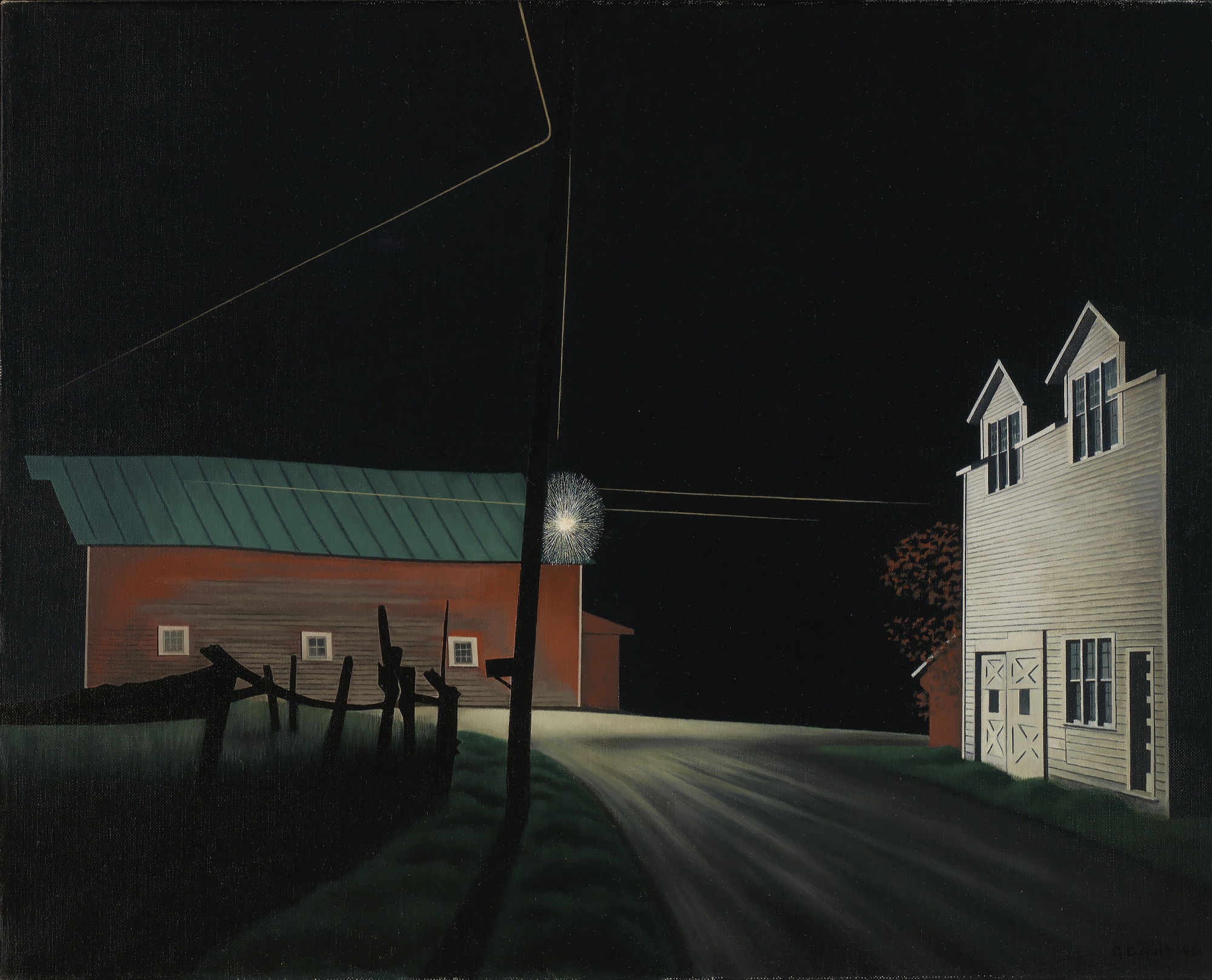
Luce brillante a Russell's Corners (1946)

## Biografia
Nasce a Cleveland, Ohio, ma trascorre la giovinezza a Londra, dove studia alla Slade School of Art e alla St. John's Wood School of Art.
Ritornato negli Stati Uniti nel 1911, per il resto della vita visse tra New York e il New Jersey.
La sua vita personale fu travagliata, divenne alcolista nel 1920 dopo la morte della madre in un istituto psichiatrico e dopo il suicidio dei suoi tre fratelli.
Nel 1937, Ault parte per Woodstock e cerca di andare avanti lasciandosi il passato alle spalle.
Qui creò alcune delle sue migliori opere, ma ebbe molte difficoltà a venderle, tanto che dipendeva economicamente dalla moglie.
Nel 1948 si suicida per affogamento.
Durante la sua vita, i suoi lavori furono esposti al Whitney Museum of American Art e all'Addison Gallery of American Art, Massachusetts, tra gli altri.
Ault lavorava con la tecnica della pittura ad olio, con la tecnica dell'acquerello, e del disegno.
Viene annoverato tra i pittori del precisionismo insieme a Charles Sheeler e Ralston Crawford per le sue disadorne rappresentazioni di architettura e paesaggi urbani. In ogni caso gli aspetti idealisti e futuristi del precisionismo non sono così evidenti nel suo lavoro; una volta si riferì ai grattacieli chiamandoli "tomba del capitalismo"
Pittore analitico, è ricordato specialmente per la sua capacità di rappresentare realisticamente la luce, che risalta specialmente in scene al buio, infatti ha dipinto soprattutto scene notturne.
Delle sue ultime opere, quali: January, Full Moon; Black Night; August Night; e Bright Light at Russell's Corners il The New York Times (16 dicembre 1973) ha scritto: